# Кияшко Сергій Олександрович
Сергій Олександрович Кияшко (нар. 19 травня 1981, Херсон, Україна) — український актор театру та кіно, заслужений артист України (2009).

## Життєпис
Сценічну кар'єру розпочав у 1997 році у Каланчакському філіалі Херсонського обласного театру драми та комедії як актор допоміжного складу. З 1999 по 2015 рік грав у Херсонському обласному академічному музично-драматичному театрі імені М.Куліша. У 2005 році закінчив Херсонський державний університет (факультет культури та мистецтв, курс Б.В.Чуприни). У 2015 переїхав у Київ, де до 2016 грав у театрі «Золоті ворота», після чого перейшов у Київський академічний театр драми і комедії на лівому березі Дніпра.
2009 року присвоєно почесне звання «Заслужений артист України».

## Ролі у театрі
Херсонський обласний академічний музично-драматичний театр імені Миколи Куліша
- Клавдіо – «Багато галасу даремно», 1999
- Карпо – «Кайдашева сім’я», 1999
- Лукаш – «Лісова пісня», 2000
- Тібальт – «Ромео і Джульєтта», 2001
- Клеант – «Хворий та й годі», 2001
- Керубіно – «Безумний день, або весілля Фігаро», 2002
- Остап – «Тарас Бульба», 2003
- Анрі – «Фіалка Монмартру», 2004
- Скворцов – «Шельменко денщик», 2004
- Оповідач – «Світ пісень Едіт Піаф», 2005
- Бернард – «Ошукані рогоносці», 2007
- Вадим – «Квартет на двох», 2007
- Ангел, Пітер – «Між небом і землею», 2007
- Буланов – «Вовки і вівці», 2007
- Потьомкін – «Фаворит,князь Потьомкін Таврійський», 2007
- Назар Стодоля – «Назар Стодоля», 2008
- Атос – «Три мушкетери», 2008
- Хлестаков – «Ревізор», 2009
- Торчалов – «Страсті за Торчаловим», 2010
- Нечаев – «Справа N», 2010
- Козак Мамай – «Енеїда», 2011
- Джері – «Нью-Йорк,Нью-Йорк», 2011
- Ной – «Продавець дощу», 2012
- Сем – «Тато в кубі», 2012
- Козеліус – «Свіччине весілля», 2013
- Пілат, Афраній – «Понтій Пілат», 2013
- Князь К – «Дядечків сон», 2013
- Кат НКВС – «Розстріляна доля», 2013
- Тіт – «Дивна міс Севідж», 2014
- Дипломат, капітан саперів – «Будинок на кордоні», 2015
- Андрій – «Дзвінок з минулого», 2015

Київський академічний театр «Золоті ворота»
- 2015 — «Як двоє бідних румунів польською розмовляли» Дороти Масловської; реж. Тамара Трунова — Водій, священник
- 2016 — «Слава героям» Павла Ар’є; реж. Стас Жирков (копродукція із Івано-Франківським обласним академічним музично-драматичним театром імені І. Франка) — Петро

Київський академічний театр драми і комедії на лівому березі Дніпра
- Консультант – «Мотузка», 2016
- Кирилашвілі – «Які у вас претензії до жінки?», 2016
- Джекі Джексон  – «Не залишай мене!..», 2017
- Громадянин – «Повернення блудного батька», 2017

## Фільмографія

### Дубляж
- 2016 — Ваяна — селянин
- 2017 — Ліга справедливості — Артур Каррі / Аквамен
- 2017 — Коко — охоронець
- 2018 — Аквамен — Артур Каррі / Аквамен
- 2021 — Дюна — Дункан Айдахо
- 2023 — Аквамен і загублене королівство — Артур Каррі / Аквамен
- 2025 — Minecraft: Фільм — Ґаррет «Сміттяр» Ґаррісон

### Телебачення
| Рік            | Назва                | Роль                     | Примітки                               |
| -------------- | -------------------- | ------------------------ | -------------------------------------- |
| 2016           | Забута жінка         |                          | Епізод                                 |
| 2016           | На лінії життя       | Юрій Глушков             |                                        |
| 2016           | Пес                  | Петро Бакулін            | Епізод (2-й сезон, 1-ша та 2-га серія) |
| 2016           | Підкидьки            |                          |                                        |
| 2016           | Село на мільйон      |                          | Епізод                                 |
| 2017           | Танець метелика      | Чалий                    |                                        |
| 2019 — дотепер | Перші ластівки       | Артур Андрійович Макаров |                                        |
| 2020           | Спіймати Кайдаша     | Саша                     |                                        |
| 2020           | Сага                 | Михайло                  |                                        |
| 2021           | Моя улюблена Страшко | Мирослав Бреславський    |                                        |